# Boliche nos Jogos Pan-Americanos de 2015 - Duplas femininas
A competição do boliche em duplas feinino foi um dos eventos do boliche nos Jogos Pan-Americanos de 2015, em Toronto. Foi disputada no Planet Bowl entre 22 e 23 de julho.

## Calendário
Horário local (UTC-4).
| Data        | Horário | Fase         |
| ----------- | ------- | ------------ |
| 22 de julho | 15:05   | Rodadas 1–6  |
| 23 de julho | 10:05   | Rodadas 7–12 |

## Medalhistas
| Ouro   | COL Clara Guerrero e Rocio Restrepo   |
| Prata  | USA Liz Johnson e Shannon Pluhowsky   |
| Bronze | VEN Patricia de Faria e Karen Marcano |

## Resultado
| Colocação         | Nacionalidade            | Atleta                               | Total     | Total geral | Notas |
| ----------------- | ------------------------ | ------------------------------------ | --------- | ----------- | ----- |
| Medalha de ouro   | COL Colômbia             | Clara Guerrero Rocio Restrepo        | 2542 2532 | 5074        |       |
| Medalha de prata  | USA Estados Unidos       | Liz Johnson Shannon Pluhowsky        | 2501 2424 | 4925        |       |
| Medalha de bronze | VEN Venezuela            | Patricia de Faria Karen Marcano      | 2433 2386 | 4819        |       |
| 4                 | PUR Porto Rico           | Mariana Ayala Kristie Lopez          | 2427 2384 | 4811        |       |
| 5                 | DOM República Dominicana | Aumi Guerra Ana Henriquez            | 2354 2430 | 4784        |       |
| 6                 | ESA El Salvador          | Eugenia Quintanilla Marcela Sánchez  | 2426 2353 | 4779        |       |
| 7                 | ARG Argentina            | Maria Lanzavecchia Vanesa Rinke      | 2244 2402 | 4646        |       |
| 8                 | CAN Canadá               | Robin Orlikowski Isabelle Rioux      | 2314 2295 | 4609        |       |
| 9                 | ARU Aruba                | Kamilah Dammers Thashaïna Seraus     | 2314 2287 | 4601        |       |
| 10                | MEX México               | Sandra Gongora Iliana Lomeli         | 2308 2232 | 4540        |       |
| 11                | BRA Brasil               | Roberta Rodrigues Stephanie Martins  | 2293 2240 | 4533        |       |
| 12                | GUA Guatemala            | Laura Barrios Sofia Rodriguez        | 2186 2240 | 4426        |       |
| 13                | CRC Costa Rica           | Ghiselle Araujo Maria Ramirez        | 2133 2276 | 4409        |       |
| 14                | CHI Chile                | Cony Bahamondez Veronica Valdebenito | 2010 2133 | 4143        |       |